# Jerzy Makowiecki
Jerzy Zdzisław Makowiecki, ps. „Tomasz Malicki”, „Wokulski”, „Tomasz”, „Dołęga”, „Kuncewicz”, „Malicki” (ur. 23 stycznia 1896 w Warszawie, zm. 13 czerwca 1944 w okolicach wsi Górce) – polski inżynier, działacz konspiracji (1939–1944), kierownik Wydziału Informacji BIP ZWZ AK, przewodniczący Stronnictwa Demokratycznego (1943–1944).

## Życiorys
Był synem Henryka Benedykta Dołęgi-Makowieckiego – inżyniera oraz Bronisławy z Rosenfeldów. Ukończył Gimnazjum Rychłowskiego w Warszawie (1913). W czasie I wojny światowej w POW, w 1918 był krótko więziony w Cytadeli Warszawskiej przez władze niemieckie. Od 1918 służył w Wojsku Polskim, biorąc udział m.in. w obronie Lwowa przed bolszewikami. Działał w Komitecie Obrony Kresów. W okresie wojny polsko-bolszewickiej w latach 1919–1920 pracował dla II Oddziału. W 1919 ukończył Szkołę Podchorążych Piechoty i Szkołę Karabinów Maszynowych w Dęblinie. Od 1923 do 1924 był zatrudniony jako referent w Wydziale Osad Żołnierskich Ministerstwa Spraw Wojskowych. W 1926 został przeniesiony do rezerwy. Studiował na Wydziale Architektury Politechniki Warszawskiej, który ukończył w 1933. Projektował liczne obiekty na potrzeby marynarki wojennej (Gdynia, Hel). We wrześniu 1939 bronił Warszawy przed wojskami niemieckimi.
W 1937 włączył się w działalność warszawskiego Klubu Demokratycznego. Dwa lata później został wybrany w skład Rady Naczelnej SD. Został wiceprzewodniczącym ZG ugrupowania. Po aresztowaniu i zamordowaniu Stanisława Więckowskiego objął, w maju 1943, funkcję przewodniczącego SD. Był jednocześnie przewodniczącym jego komisji programowej.
W październiku 1940 został mianowany szefem Wydziału Informacji Biura Informacji i Propagandy, którym pozostał do śmierci w 1944. 13 czerwca 1944 wraz z żoną Zofią został porwany i zamordowany przez członków tzw. grupy Sudeczki związanej z kontrwywiadem Armii Krajowej w okolicach wsi Górce. Akcję inspirował Witold Bieńkowski oraz oficerowie kontrwywiadu AK związani z obozem nacjonalistycznym. Tego samego dnia zamordowano historyka Ludwika Widerszala, pracownika Wydziału kierowanego przez Makowieckiego. Pochowany na cmentarzu Powązkowskim w Warszawie (kwatera 257d-4-19).

## Odznaczenia
- Krzyż Walecznych (po raz piąty we wrześniu 1939)[9]
- Złoty Krzyż Zasługi z Mieczami (pośmiertnie 1 października 1944)[9]